# Canton de Douvaine
Le canton de Douvaine est un ancien canton français, situé dans le département de la Haute-Savoie. Le chef-lieu de canton se trouvait à Sciez. Il disparait lors du redécoupage cantonal de 2014 et les communes rejoignent le canton de Sciez.

## Histoire
Lors de l'annexion du duché de Savoie à la France révolutionnaire en 1792, le Bas-Chablais, qui se trouve dans le département du Mont-Blanc, est organisé en canton avec Douvaine pour chef-lieu, dans le district de Thonon,. Les communes sont Ballaison ; Chavannex ; Cusy ; Douvaine ; Excevennex ; Filly ; Hermance ; Loisin ; Massongy ; Messery ; Nernier et Yvoire, avec une population de 4 300 habitants. Avec la réforme de 1800, le canton passe dans le nouveau département du Léman, avec l'arrondissement communal de Thonon. Le nombre de communes du canton passe à quinze.
En 1814, puis 1815, le duché de Savoie retourne dans le giron de la maison de Savoie. L'organisation de 1816 met en place des mandements. Douvaine devient l'un d'entre eux, au sein de la province du Chablais. Le nouveau mandement compte onze communes : Ballaison ; Brens ; Cusy ; Douvaine ; Excevennex ; Loisin ; Massongy ; Messery ; Nernier ; Saint-Didier et Yvoire. Lors de la réforme de 1818, le mandement passe à seize communes l'ajout de Bons, Brenthonne, Fessy, Lully, Saxel. La réforme de 1837 maintient les mêmes communes dans le mandement.
Au lendemain de l'Annexion de 1860, le duché de Savoie est réuni à la France et retrouve une organisation cantonale, au sein du nouveau département de la Haute-Savoie (créé par décret impérial le 15 juin 1860). Le nouveau canton créé à cette occasion compte treize communes auxquelles est ajoutée la commune de Veigy-Foncenex.
Le redécoupage cantonal de 2014 met fin au canton dont les communes sont réunies au nouveau canton de Sciez.

## Composition
Le canton du Douvaine regroupait les communes suivantes :
| Nom                  | Code Insee | Intercommunalité        | Superficie (km2) | Population (dernière pop. légale) | Densité (hab./km2) |
| -------------------- | ---------- | ----------------------- | ---------------- | --------------------------------- | ------------------ |
| Douvaine (chef-lieu) | 74105      | CA Thonon Agglomération | 10,54            | 5 509 (2014)                      | 523                |
| Ballaison            | 74025      | CA Thonon Agglomération | 13,30            | 1 489 (2014)                      | 112                |
| Bons-en-Chablais     | 74043      | CA Thonon Agglomération | 19,09            | 5 337 (2014)                      | 280                |
| Brenthonne           | 74048      | CA Thonon Agglomération | 8,38             | 965 (2014)                        | 115                |
| Chens-sur-Léman      | 74070      | CA Thonon Agglomération | 10,87            | 2 405 (2014)                      | 221                |
| Excenevex            | 74121      | CA Thonon Agglomération | 6,66             | 1 098 (2014)                      | 165                |
| Fessy                | 74126      | CA Thonon Agglomération | 8,53             | 860 (2014)                        | 101                |
| Loisin               | 74150      | CA Thonon Agglomération | 7,86             | 1 467 (2014)                      | 187                |
| Lully                | 74156      | CA Thonon Agglomération | 4,86             | 727 (2014)                        | 150                |
| Massongy             | 74171      | CA Thonon Agglomération | 9,81             | 1 614 (2014)                      | 165                |
| Messery              | 74180      | CA Thonon Agglomération | 9,22             | 2 235 (2014)                      | 242                |
| Nernier              | 74199      | CA Thonon Agglomération | 1,82             | 435 (2014)                        | 239                |
| Veigy-Foncenex       | 74293      | CA Thonon Agglomération | 12,99            | 3 409 (2014)                      | 262                |
| Yvoire               | 74315      | CA Thonon Agglomération | 3,12             | 925 (2014)                        | 296                |

## Représentation

### Conseillers d'arrondissement de 1861 à 1940
Le canton de Douvaine avait deux conseillers d'arrondissement.
| Période                                  | Période | Identité          | Étiquette | Qualité |
| ---------------------------------------- | ------- | ----------------- | --------- | --- |
| 1871                                     |         | M. Genoud         |           | Médecin à Douvaine                                                                                          |
| 1871                                     |         | M. Collomb        |           | |
|                                          |         |                   |           | |
|                                          | 1925    | Jules César Vigny |           | Maire de Loisin                                                                                             |
| 1925                                     | 1940    | Joseph Boucher    | Droite    | Pharmacien à Bons-en-Chablais                                                                               |
| 1925                                     | 1940    | C. Dufour         | Droite    | |
| 1940                                     |         |                   |           | Les conseils d'arrondissement ont été suspendus par la loi du 12 octobre 1940 et n'ont jamais été réactivés |
| Les données manquantes sont à compléter. |         |                   |           | |

### Conseillers généraux de 1861 à 2015
| Période | Période      | Identité                              | Étiquette       | Qualité |
| ------- | ------------ | ------------------------------------- | --------------- | --- |
| 1861    | 1880         | Comte Octave de Boigne                | Conservateur    | Militaire - Maire de Ballaison |
| 1880    | 1905 (décès) | André Folliet                         | Rad.            | Député (1871-1894 et 1924-1935) - Sénateur (1894-1905) Ancien conseiller général du Canton d'Évian-les-Bains                                                         |
| 1905    | 1919         | Paul Jacquier                         | Rad.            | Docteur en droit, avocat, conseiller municipal de Thonon Député (1909-1919) Secrétaire d'Etat (1913-1914, 1925-1926, 1934-1935) Ministre (1935) Sénateur (1935-1944) |
| 1919    | 1928         | Jérémie Rossiaud                      | Rad.            | Négociant en vins, maire de Veigy-Foncenex (1908-1930) |
| 1928    | 1940         | Alexis Duborgel                       | Rad.            | Agriculteur - Maire de Messery (1919-1953) |
|         |              |                                       |                 | |
| 1942    | 1945         | Maurice Duchêne                       |                 | Avocat Maire de Nernier Nommé conseiller départemental en 1942 |
|         |              |                                       |                 | |
| 1945    | 1949         | Fernand Rossiaud (fils de J.Rossiaud) | SFIO            | Négociant en vins, maire de Veigy-Foncenex (1945-1947) |
| 1949    | 1972 (décès) | Julien Gaudin                         | MRP puis CD     | Cultivateur - Maire de Douvaine |
| 1972    | 1985 (décès) | Jacques Miguet                        | CDP puis DVD    | Médecin Maire de Douvaine |
| 1985    | 2011         | François Mugnier                      | UDF-PR puis UMP | Chef d'entreprise, maire de Bons-en-Chablais Vice-président du Conseil général                                                                                       |
| 2011    | 2015         | Jean Neury                            | DVD             | Retraité de la fonction publique Maire de Veigy (2001-2014) Président de la Communauté de communes du Bas-Chablais                                                   |

## Démographie
| 1962  | 1968  | 1975   | 1982   | 1990   | 1999   | 2006   | 2011   | 2012   |
| ----- | ----- | ------ | ------ | ------ | ------ | ------ | ------ | ------ |
| 7 925 | 8 562 | 11 452 | 13 636 | 17 208 | 19 881 | 23 766 | 26 768 | 27 329 |